# Franco Battiato
Franco Battiato, född 23 mars 1945 i Ionia på Sicilien, död 18 maj 2021 i Milo, var en italiensk musiker, sångare, kompositör, producent, filmskapare och konstnär.
Han var en pionjär inom elektronisk musik i Italien. Han blev en framgångsrik singer-songwriter i början av 1980-talet och återvände sedan till mer experimentell musik, samtidigt som han komponerade operor, gjorde filmer och målade.